# Viller Bach
Der Viller Bach, auch Ramsbach, ist ein rechter Zufluss der Sill bei Innsbruck in Tirol.
Der Viller Bach entsteht aus dem Zusammenfluss von Igler-Alm-Graben und Lanser Graben oberhalb von Igls im Gemeindegebiet von Lans.
Der 1,8 km lange Igler-Alm-Graben entspringt unterhalb des Patscherkofelgipfels auf 2004 m ü. A. (⊙). Der Lanser Graben entspringt ebenfalls am Nordabhang des Patscherkofels in einer Höhe von 1699 m ü. A. (⊙) und hat eine Länge von 1,1 km.
Der Viller Bach fließt in nordwestlicher Richtung durch die Ortskerne von Igls, wo er zum Teil verrohrt ist, und Vill sowie durch einen kleinen Teil von Wilten. Zwischen Igls und Vill nimmt er den Lanser-See-Bach, den Abfluss des Lanser Sees, von rechts auf. Bei Wilten unterhalb von Vill fällt der Bach relativ steil in die Sillschlucht ab, wo er in die Sill mündet. Der Viller Bach ist 5,1 km lang, mit dem Igler-Alm-Graben als längstem Quellbach kommt er auf eine Länge von 6,9 km und einen Höhenunterschied von knapp 1400 m.
Das Einzugsgebiet des Viller Bachs misst 8,7 km² und erstreckt sich bis zum Gipfel des Patscherkofels (2246 m ü. A.).